# 歐文傑
歐文傑（英語：Jevons Au Man-kit，1981年—），香港電影編劇、導演。早年就讀聖博德學校，畢業於喇沙書院，2004年於香港演藝學院導演系畢業，他又曾赴美國南加州大學修讀夏季電影製作課程。作品包括《虹》、《計程車》、《聖誕禮物》、《我的女兒》、《十年》、《樹大招風》、《太平地》、《非同凡響》。2020年7月因香港實施國安法而移居加拿大 。

## 電影獎項獲獎與提名記錄
- 2016-04     第35屆     香港電影金像獎最佳電影《十年》    （獲獎）

- 2017-04     第36屆     香港電影金像獎最佳導演《樹大招風》（獲獎）

- 2013-08     第13屆     華語電影傳媒大獎最佳編劇《高海拔之戀Ⅱ》    （提名）

- 2013-03     第19屆     香港電影評論學會大獎頒獎禮最佳編劇《高海拔之戀Ⅱ》    （獲獎）

- 2012-05     第12屆     華語電影傳媒大獎最佳編劇《單身男女》    （提名）

- 2012-04     第31屆     香港電影金像獎最佳編劇《單身男女》    （提名）

## 電視劇
- 廉政行動2019

## 爭議言論
2021年5月20日，歐在其個人社交媒體撰文以曲筆指出留港之不智，並諷刺坐監是另一種逃避。惹來民主派支持者批評；其言論被網民備份批評。然而，歐今天仍為自己昨天所說的話作出辯解，指出昨天遭受太多粗言人身攻擊，並稱「講聲對唔住，罪過。」
2021年5月26日，蘋果日報亦刊登了「勁揪體」設計師 Kit Man所畫的漫畫，諷刺歐的言論是對香港在囚的人落井下石。

## 外部連結
- 歐文傑在香港影庫上的簡介
- 歐文傑在豆瓣上的资料（简体中文）
- 歐文傑在时光网上的簡介（简体中文）